# Samostan v Suceavi
Samostan (romunsko Mănăstirea Sfântul Ioan cel Nou din Suceava, samostan svetega Ivana, novega mučenika) je v Suceavi v Romuniji. Samostanska cerkev svetega Jurija (Sf. Gheorghe) je bila leta 1993 skupaj z drugimi cerkvami v Moldaviji dodana na seznam Unescove svetovne dediščine. 

## Zgodovina
Samostan je daroval princ Bogdan III. Enooki, sin Stefana Velikega. Zgrajen je bil med letoma 1514 in 1522, končal ga je princ Ștefăniță Voda. Notranjost in zunanjost poslikav je naročil princ Petru Rareș (1532–1534).
Samostan se imenuje po svetem Ivanu, ki je leta 1303 v kraju Cetatea Albă umrl mučeniške smrti. Njegove kosti je leta 1402 v Suceavo pripeljal knez Aleksander Dobri. Kosti so v srebrni krsti, ki je od leta 1783 postavljena pod baldahin.

## Cerkev
Triapsidna cerkev svetega Ivana je bila zgrajena v samostanu. Do 17. stoletja je bila škofovska cerkev Moldavije. Njene notranje freske, čeprav so temne, imajo izjemno plastično vrednost. Zunanje freske na zahodni in južni fasadi so iz leta 1534 in kažejo tradicionalne motive, pomembne so zaradi veličastnih kompozicij, elegantnih obrisov znakov, usklajenih barv in popolnih napisov v cirilici.

## Galerija
- Pogled s strani
- Zvonik